# Stedten (Mansfelder Land)
Stedten is een plaats en voormalige gemeente in de Duitse deelstaat Saksen-Anhalt, en maakt deel uit van de Landkreis Mansfeld-Südharz.
Stedten telt 1.062 inwoners.